# Constitución de los Estados Federados de Micronesia
La Constitución de los Estados Federados de Micronesia es la ley suprema de los Estados Federados de Micronesia. Fue adoptada en 1979.

## Historia
La redacción constitucional comenzó en junio de 1975. Se ratificó el 1 de octubre de 1978 y entró en vigencia el 10 de mayo de 1979; El 10 de mayo se celebra el Día de la Constitución. La constitución ha sido modificada una vez, en 1990.

## Constitución
La constitución se basa en la de los Estados Unidos, ex  síndico de Micronesia. Proporciona una separación de poderes entre los poderes ejecutivo, legislativo y judicial, así como un sistema federal.
Sin embargo, a diferencia de los Estados Unidos, Micronesia tiene una legislatura unicameral, llamada Congreso Nacional , con catorce senadores. Cuatro de ellos representan a los cuatro estados por períodos de cuatro años, y los otros diez representantes distribuidos por población y por períodos de dos años. Además, el Congreso Nacional es responsable de elegir al  Presidente y al  Vicepresidente. La mayoría de las funciones del gobierno que no son la política exterior y la defensa nacional son llevadas a cabo por los gobiernos estatales. La constitución prohíbe a los no ciudadanos poseer tierras en FSM.

### Artículos
La constitución consta de un preámbulo y dieciséis artículos.

#### Artículo I
El artículo I define el territorio de los Estados Federados de Micronesia.

#### Artículo II
El artículo II garantiza la supremacía de la constitución sobre otras leyes.

#### Artículo III
El artículo III es la ley de nacionalidad de los Estados Federados de Micronesia .

#### Artículos IV, V y VI
Los Artículos IV, V y VI actúan como la declaración de derechos para los Estados Federados de Micronesia, con el Artículo V que protege específicamente los derechos tradicionales de los líderes tribales y el Artículo VI que otorga sufragio a los mayores de dieciocho años.

#### Artículos VII-XI
Los artículos VII-XI están establecidos por el gobierno de los Estados Federados de Micronesia, con una separación de poderes entre tres ramas: el ejecutivo (Artículo X), el legislativo (Artículo IX) y el judicial (artículo XII). El Artículo VII crea un sistema federal con un gobierno nacional, así como estatal y local. El artículo VIII separa los poderes entre estos tres niveles.

#### Artículo XII
El artículo XII se refiere a las finanzas públicas.

#### Artículo XIII
El artículo XIII consta de disposiciones generales.

#### Artículo XIV
El artículo XIV establece el proceso de modificación de la constitución.

#### Artículos XV y XVI
Los artículos XV y XVI son disposiciones transitorias.